# 香川県道135号大串志度線
香川県道135号大串志度線（かがわけんどう135ごう おおくししどせん）は、香川県さぬき市を通る一般県道である。

## 概要

### 路線データ
- 起点：さぬき市小田（大串自然公園付近）
- 終点：さぬき市志度（志度駅前交差点、国道11号交点）
- 総延長：9.566 km

## 路線状況

### 重複区間
- 香川県道136号志度小田津田線（さぬき市鴨庄 - さぬき市志度）

## 地理

### 通過する自治体
- さぬき市

### 交差する道路
| 交差する道路                             | 交差する場所 | 交差する場所          |
| ---------------------------------------- | ------------ | --------------------- |
| 香川県道137号大串鴨部線                  | 小田         |                       |
| 香川県道136号志度小田津田線 重複区間起点 | 鴨庄         |                       |
| 香川県道136号志度小田津田線 重複区間終点 | 志度         |                       |
| 国道11号                                 | 志度         | 志度駅前交差点 / 終点 |

### 沿線
- 大串自然公園
- JR四国高徳線 志度駅